# 1120 (numero)
Millecentoventi (1120) è il numero naturale dopo il 1119 e prima del 1121.

## Proprietà matematiche
- È un numero pari.
- È un numero composto, con i seguenti 24 divisori: 1, 2, 4, 5, 7, 8, 10, 14, 16, 20, 28, 32, 35, 40, 56, 70, 80, 112, 140, 160, 224, 280, 560, 1120. Poiché la somma dei divisori (escluso il numero stesso) è 1888 > 1120, è un numero abbondante.
- È un numero palindromo nel sistema di numerazione posizionale a base 3 (1112111).
- È un numero di Harshad.
- È parte delle terne pitagoriche (150, 1120, 1130), (252, 1120, 1148), (384, 1120, 1184), (408, 1120, 1192), (546, 1120, 1246), (660, 1120, 1300), (672, 896, 1120), (840, 1120, 1400), (969, 1120, 1481), (1035, 1120, 1525), (1120, 1176, 1624), (1120, 1368, 1768), (1120, 1404, 1796), (1120, 1617, 1967), (1120, 1800, 2120), (1120, 2100, 2380), (1120, 2322, 2578), (1120, 2688, 2912), (1120, 3036, 3236), (1120, 3102, 3298), (1120, 4410, 4550), (1120, 4836, 4964), (1120, 5544, 5656), (1120, 6222, 6322), (1120, 6351, 6449), (1120, 7800, 7880), (1120, 8925, 8995), (1120, 9768, 9832), (1120, 11172, 11228), (1120, 12519, 12569), (1120, 15660, 15700), (1120, 19584, 19616), (1120, 22386, 22414), (1120, 31350, 31370), (1120, 39192, 39208), (1120, 44793, 44807), (1120, 62715, 62725), (1120, 78396, 78404), (1120, 156798, 156802), (1120, 313599, 313601).